# Favria
Favria (Favria in piemontese) è un comune italiano di 4 965 abitanti della città metropolitana di Torino in Piemonte, collocato a nord del capoluogo piemontese.

## Origini del nome
L'origine del toponimo è da ricercare nella parola latina fabrica, la cui attestazione risale al 1110. Secondo i filologi, questo termine ha subito una lenizione delle consonanti intervocaliche "br" e "c", da cui è derivato l'attuale "Favria".

## Storia

### Simboli
Lo stemma e il gonfalone del comune di Favria sono stati concessi con decreto del presidente della Repubblica del 31 agosto 1955.
Stemma
Gontalone
Bandiera

## Monumenti e luoghi d'interesse

### Architetture religiose
- Chiesa dei Santi Michele, Pietro e Paolo
- Chiesa di San Pietro Vecchio. L'interesse che la chiesa riveste deriva dalle sue vetuste origini (XI-XII secolo) e, soprattutto, dal complesso di affreschi quattrocenteschi in essa custoditi.

### Architetture militari
- Castello di Favria

## Società

### Evoluzione demografica
Abitanti censiti

### Tradizioni e folclore
Favria ha come patroni i santi Pietro e Paolo, la cui festa patronale si svolge l'ultima settimana di giugno, quando per via Bonaudo e le piazze che attraversa vengono montate delle giostre.
Oltre a questa festa c'è il palio, che si svolge il giorno 4 aprile, quando si festeggia sant'Isidoro di Siviglia. Questa seconda festa prevede il combattimento tra due mucche.

## Infrastrutture e trasporti
Favria è servita dalla ferrovia Canavesana e dalle reti di autobus extra-urbane gestite da GTT.
 Da Favria transitano le seguenti autolinee:
- Rivarolo Canavese-Pont Canavese
- Rivarolo Canavese-Forno Canavese
- Rivarolo Canavese-Cirié

## Amministrazione
Di seguito è presentata una tabella relativa alle amministrazioni che si sono succedute in questo comune.
| Periodo          | Periodo          | Primo cittadino          | Partito                    | Carica  | Note  |
| ---------------- | ---------------- | ------------------------ | -------------------------- | ------- | ----- |
| 12 novembre 1987 | 5 giugno 1993    | Giuseppe Bertano         | lista civica               | Sindaco | [ 9 ] |
| 15 giugno 1993   | 28 aprile 1997   | Luciano Oberto           | Democrazia Cristiana       | Sindaco | [ 9 ] |
| 28 aprile 1997   | 14 maggio 2001   | Serafino Ferrino         | centro-destra              | Sindaco | [ 9 ] |
| 14 maggio 2001   | 30 maggio 2006   | Serafino Ferrino         | centro-destra              | Sindaco | [ 9 ] |
| 30 maggio 2006   | 21 febbraio 2007 | Serafino Ferrino         | lista civica               | Sindaco | [ 9 ] |
| 29 maggio 2007   | 7 maggio 2012    | Giorgio Domenico Cortese | lista civica               | Sindaco | [ 9 ] |
| 7 maggio 2012    | 12 giugno 2017   | Serafino Ferrino         | lista civica Per Favria    | Sindaco | [ 9 ] |
| 12 giugno 2017   | 12 giugno 2022   | Vittorio Bellone         | lista civica Vivere Favria | Sindaco | [ 9 ] |
| 13 giugno 2022   | in carica        | Vittorio Bellone         | lista civica Vivere Favria | Sindaco | [ 9 ] |